# 晚自習

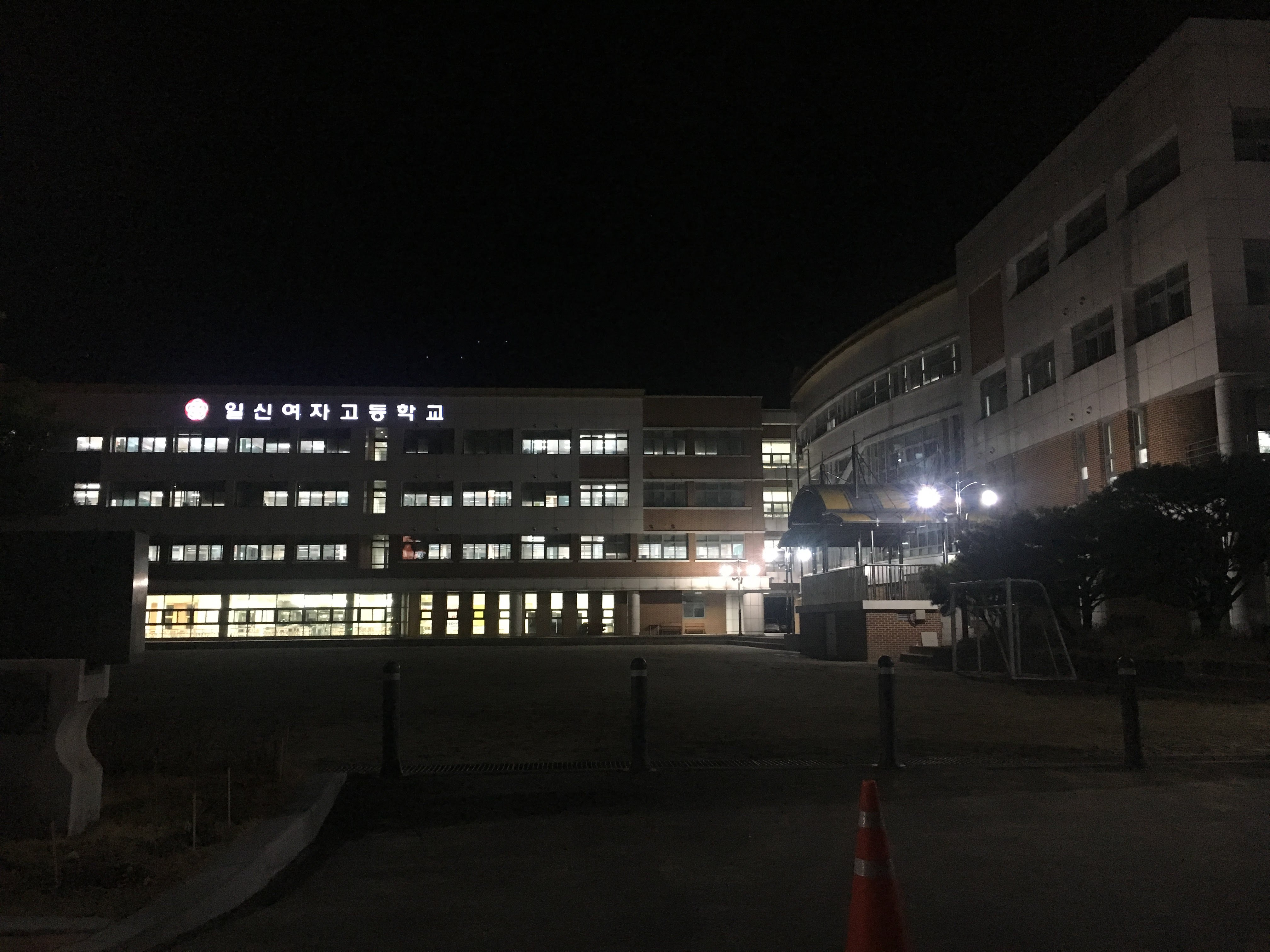
南韓高中學生留校自習直到夜深的照片

晚自習是指讓學生於晚上留校自行學習的課程，在台灣、中國大陸、南韓和德國等地的學校都有此類課程。除了晚自習外，還有於早上課前進行的早自習、午間進行的午自習。此種自習課不同於其他普通課後課程，通常不會教授新的內容。